# Hueitapalan
Hueitapalan, Weiße Stadt oder Stadt des Affengottes ist eine legendäre Stadt in Mittelamerika.
Das Forscherteam von Christopher Fisher an der Colorado State University entdeckte 2012 durch Luftbildarchäologie eine Siedlungsanlage im tropischen Regenwald in der Region La Mosquitia an der Miskitoküste in Honduras, die sie mit dieser Stadt identifizieren. Gefunden wurden Überreste von Plätzen, Erdwällen und einer Pyramide. Die Fundstücke datieren auf die Zeit von 1000 bis 1400 nach Christus.